# SPIRE娛樂
SPIRE ENTERTAINMENT（韓語：스파이어 엔터테인먼트）是一間韓國藝人企劃和經紀公司

## 歷史
2021年3月1日，成立公司旗下第一個男子團體OMEGA X，15日開始陸續公布成員，並於2021年6月30日正式出道。
2022年10月被爆公司代表毆打、辱罵、性騷擾OMEGA X等。11月OMEGA X開記者會提告。
2023年1月11日OMEGA X勝訴。
2023年5月8日，男子團體OMEGA X成功解除专属合約。
2024年3月20日。男子團體OMEGA X [IPQ官方立場]IPQ Inc對於在2024年3月19日召開的 SpireEntertainment記者會深感遺憾。有關所屬藝人
OMEGA X及成員輝粲在記者會中被提及的不光彩主
張，本司現對該事宜發表明確的官方立場被對於 Spire Entertainment公開的CCTV影片及相關事宜，其僅公開部分的影片就提出單方面的主張，本司對此表示強烈譴責及深感遺憾。就算該影片資料未能如實反映事件的全貌，卻也用作將成員輝粲塑造成強行猥褻犯的不當依據。本司再次要求Spire Entertainment公開事件當日仍未公開的完整CCTV影片。有關Spire Entertainment告知以強行猥褻起訴輝粲的事宜，本司將對此進行誣告起訴。
本司對於OMEGA X處於不合理狀況而深感擔憂，並將
會動員所有的法律手段，以及努力保護包括成員輝粲在
內的所有所屬藝人的權利和名譽。對此，為了可以透過公正準確的調查以查明真相，本司也請求所有相關人員積極協助。
成員們因無法放棄夢想，兩年間在Spire
Entertainment裡只能屈服於肆無忌憚的非正常行為，
本司祈盼能早日消除他們的委屈，並確信最終將會真相大白。
最後，感謝包括粉絲們在內的所有人，即使在長久以來持續艱難的法律程序和訴訟、散播虛假事實而備受煎熬的情況下，仍然繼續給予成員們堅定的愛和支持。本司無論何時都將以透明和正直為基礎，為了不會令包括所屬藝人及粉絲們在內的所有人對本司失去信任而竭盡全力。

## 旗下藝人、創作者及製作人
已離開組合
- 隊長以粗體顯示。

| 團體    | 成員                                                           | 性別 | 出道日期      | 粉絲名稱 |
| ------- | -------------------------------------------------------------- | ---- | ------------- | -------- |
| OMEGA X | 宰漢、輝粲、世賓、翰縑、泰東、Xen、帝現、Kevin、政勛、爀、藝燦 | 男   | 2021年6月30日 | FOR X    |

## 外部連結
- SPIRE ENTERTAINMENT 官方網站
- SPIRE ENTERTAINMENT 官方Twitter （页面存档备份，存于）
- SPIRE ENTERTAINMENT 官方Instagram